# Daniel Hallberg (komiker)
Daniel Robin Alexander Hallberg, född 30 september 1987, är en svensk komiker, skådespelare och programledare.

## Biografi
Hallberg gjorde sig ursprungligen känd via sitt Instagramkonto och som Youtuber. Han har sedan medverkat tillsammans med Kristian Luuk i scenshowen, och sedermera TV-programmet, Luuk och Hallberg som sändes på SVT. År 2019 ledde han Grammisgalan 2019 tillsammans med Rennie Mirro.  Hallberg ledde också Musikhjälpen 2019 tillsammans med Farah Abadi och Miriam Bryant, som sändes under en vecka i december av Sveriges Radio och SVT. 2021 sändes hans humorprogram "Hallberg" på SVT. Han medverkar även i Bonusfamiljen. 
Han spelar pr-konsult i Ruben Östlunds "The Square" från 2017.